# Jaromír Tůma
Jaromír Tůma (* 26. dubna 1946 Mělník) je český hudební publicista, dramaturg a moderátor.

## Život
Po absolvování mělnického gymnázia roku 1964 pokračoval studiem ekonomiky zahraničního obchodu na Vysoké škole ekonomické v Praze, ze které odešel ve 4. ročníku v roce 1968. Část obsahu diplomové práce na téma Hit-Parades, charts, žebříčky přesto uveřejnil ve sborníku Taneční hudba a jazz 1968–69 (Praha, s. 162–175).
Od roku 1965 se zaměřuje na publicistiku, působil v časopisech Melodie, později Mladý svět (stránka Echo), jako dramaturg spolupracoval na pražských beatových festivalech, uváděl pořady v Československém rozhlase i televizi a působil v Supraphonu. Na singlech se objevoval také v pozici rapera a do roku 1991 pracoval jako diskžokej.
V letech 1991–1993 zastával post šéfredaktora časopisu Melodie, od září 1993 pak šéfdramaturga hudebních pořadů na TV Nova, v letech 1995–2002 byl zaměstnán v české mutaci Playboye, poté přispíval do různých periodik, mimo jiné byl redaktorem TEP regionu. V současné době moderuje pořad Větrník na Radiu Beat. Od roku 2017 byl editorem almanachu Rock History, za kterým stojí stejný vydavatel, jako za časopisem Rock & All.
Jeho bratr je lékař, profesor Stanislav Tůma, působící na 2. lékařské fakultě Univerzity Karlovy.

## Dílo
- ABC diskotéky (Ústav pro kulturně výchovnou činnost 1985, Středočeské krajské kulturní středisko 1988).
- Čtyři hrají rock (o skupině Olympic, Praha 1986).
- Echo ze zahraničí (Praha 1989).
- Amfora – gigant na góly a fóry (Brno 1998).
- Bigbít aneb Pendl mezi somráky a veksláky (Praha 1999).
- Pán nad sklenkou (Praha 2000).
- Amfora na cestách (Praha 2002).